# Арбуе Сисо
Арбуе Сисо (фр. Arbouet-Sussaute) насеље је и општина у југозападној Француској у региону Аквитанија, у департману Атлантски Пиринеји која припада префектури Бајон.
По подацима из 2011. године у општини је живело 300 становника, а густина насељености је износила 20,62 становника/km². Општина се простире на површини од 14,55 km². Налази се на средњој надморској висини од 105 метара (максималној 195 m, а минималној 56 m).

## Демографија
| 1962. | 1968. | 1975. | 1982. | 1990. | 1999. | 2011. |
| ----- | ----- | ----- | ----- | ----- | ----- | ----- |
| 320   | 324   | 293   | 289   | 252   | 227   | 300   |

График промене броја становника у току последњих година